# Marco di Vaio
Marco di Vaio (Róma, 1976. július 15. –) olasz labdarúgó, gólerős csatár. Pályafutását a római SS Lazióban kezdte, majd megfordult Spanyolországban a Valenciánál és Franciaországban az AS Monacónál is. Tizennégyszeres olasz válogatott, 2 gólt szerzett a nemzeti színekben.

## Statisztika
| Szezon  | Klub          | Ország | Mérkőzések | Gólok | Bajnokság |
| ------- | ------------- | ------ | ---------- | ----- | --------- |
| 1993–94 | Lazio         |        | N/A        | N/A   | Serie A   |
| 1994–95 | Lazio         |        | 8          | 3     | Serie A   |
| 1995–96 | Lazio         |        | N/A        | N/A   | Serie A   |
| 1995–96 | Hellas Verona |        | 7          | 1     | Serie B   |
| 1996–97 | Bari          |        | 27         | 3     | Serie B   |
| 1997–98 | Salernitana   |        | 36         | 21    | Serie B   |
| 1998–99 | Salernitana   |        | 31         | 12    | Serie A   |
| 1999–00 | Parma         |        | 23         | 6     | Serie A   |
| 2000–01 | Parma         |        | 27         | 15    | Serie A   |
| 2001–02 | Parma         |        | 33         | 20    | Serie A   |
| 2002–03 | Juventus      |        | 25         | 7     | Serie A   |
| 2003–04 | Juventus      |        | 29         | 11    | Serie A   |
| 2004–05 | Valencia      |        | 29         | 11    | La Liga   |
| 2005–06 | Valencia      |        | 5          | 0     | La Liga   |
| 2005–06 | Monaco        |        | 15         | 5     | Ligue 1   |
| 2006–07 | Monaco        |        | 14         | 3     | Ligue 1   |
| 2006–07 | Genoa         |        | 20         | 9     | Serie B   |
| 2007–08 | Genoa         |        | 17         | 2     | Serie A   |
| 2008–09 | Bologna       |        | 15         | 12    | Serie A   |

## Külső hivatkozások
- Marco Di Vaio profilja és statisztikái – FootballDatabase
- Hivatalos weboldal
- Profilja az uefa.com-on